# ベル島 (ニューファンドランド・ラブラドール州)

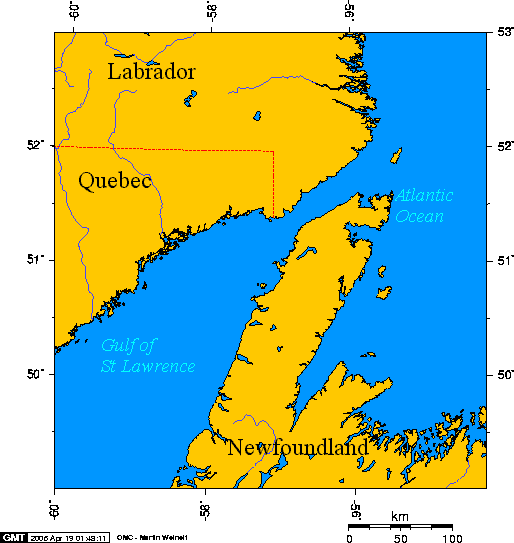
ベルアイル海峡、ニューファンドランド島北端の先にあるのがベル島

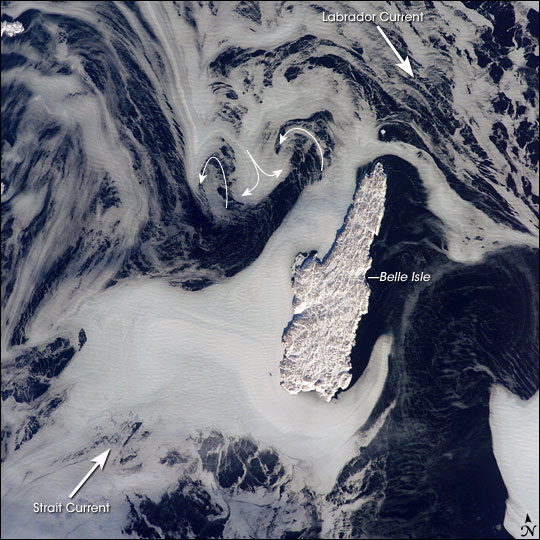
宇宙から撮ったベル島の写真。周囲の海流の様子が流氷で分かる

ベル島、またはベルアイル島（英：Belle Isle）はカナダのラブラドル半島とニューファンドランド島北部の間にある無人島。セントローレンス湾から大西洋への北の出口に当たる重要な航路、ベルアイル海峡の東部に位置している。
ベル島の面積は52平方キロメートルで、長い部分は16km、幅は5km。最高地点は213m （700フィート）。ラブラドル半島からもニューファンドランド島からもおよそ24km （15マイル）の距離だが、若干ラブラドル半島寄りである。灯台が島の南端と北端にあり、公式には無人島だが漁の季節に漁師が住むための小屋がある。島は漁業の拠点として、古くはイギリスとフランスの争いのもとともなっていた。
ベル島は、ニューファンドランド島のロングレンジ山脈の先にあり、アメリカ合衆国のアラバマ州から2000マイルにわたって延びるアパラチア山系の最北端になる。
冬は流氷で四方を閉ざされる。右の宇宙からの画像に見るような上空から見た流氷の模様は、島が二つの海流の潮目にあることがわかる。ラブラドル半島沿岸を南下するラブラドル海流の大きな流れと、南西のセントローレンス湾から西風によって北上する小さな海流である。海流によって流氷は帯状の模様を描いて進む。ラブラドル海流では比較的まばらに流氷が広がり、一方ベルアイル海峡からの流氷は密集して進み、島の西海岸にぶつかっている。島の南北端で流れは渦巻状になり、両海流の下流に当たる島の東側には流氷の入らない「影」ができている。西海岸側の小さな流氷の渦巻きは、島の北と西で海流が干渉しあっている様を示している。